# Freiheitspreis der Medien
Der Freiheitspreis der Medien wird seit 2017 auf dem seit 2014 stattfindenden Ludwig-Erhard-Gipfel der Weimer Media Group in Gmund am Tegernsee vergeben. Ludwig Erhard hat mit seiner Familie von 1953 bis zu seinem Tod 1977 in Gmund gelebt.

## Ludwig-Erhard-Gipfel
Die Weimer Media Group organisiert regelmäßig verschiedene Veranstaltungen. Seit 2014 veranstaltet die Weimer Media Group einen „Ludwig-Erhard-Gipfel“ am Tegernsee. Das jährliche Treffen ist nach dem ehemaligen Bundeskanzler Ludwig Erhard benannt, der mit seiner Familie von 1953 bis zu seinem Tod 1977 in Gmund am Tegernsee gelebt hatte. Auf Grundlage der Sozialen Marktwirtschaft sollen bei der Zusammenkunft an seinem ehemaligen Wohnort die „brennenden Themen unserer Zeit“ mit Vorträgen und Interviews erörtert werden.

## Freiheitspreis der Medien
Der „Freiheitspreis der Medien“ wird seit 2017 auf dem jährlich seit 2014 stattfindenden Ludwig-Erhard-Gipfel in Gmund am Tegernsee verliehen. Mit dem Preis werden Persönlichkeiten des öffentlichen Lebens geehrt, die sich „in besonderer Weise für die freie Meinungsäußerung, den politischen Dialog und die Demokratie einsetzen“.

### Die Preisträger und Laudatoren
- 2017: Reinhard Kardinal Marx, Laudatorin: Annegret Kramp-Karrenbauer
- 2018: Jens Weidmann, Laudatorin: Ilse Aigner
- 2018: Christian Lindner, Laudator: Udo Di Fabio
- 2019: Jean-Claude Juncker, Laudator: Ingo Friedrich
- 2020; Fürst Albert II. von Monaco, Laudator: Thomas F. Hofmann
- 2021: Sebastian Kurz, Laudator: Kyriakos Mitsotakis
- 2022: Marina Owsjannikowa sowie Wolodymyr Selenskyj[4], Laudatoren: Ilse Aigner und Manfred Weber
- 2023: Garri Kasparow[5], Laudatorin: Nicola Beer
- 2024: Julija Nawalnaja und ihr verstorbener Ehemann Alexei Nawalny[6], Laudator: Friedrich Merz
- 2025: Joachim Gauck[7]